# NGC 5802
NGC 5802 (другие обозначения — NPM1G -13.0469, PGC 53601) — линзообразная галактика (S0) в созвездии Весы.
Этот объект входит в число перечисленных в оригинальной редакции «Нового общего каталога».